# Rachael Gunn
Rachael Louise Gunn, född 2 september 1987 i Hornsby, New South Wales, även känd som Raygun, är en australisk akademiker och före detta tävlingsbreakdansare. I september 2023 rankades hon som världsetta av World DanceSport Federation.
Vid sidan av dansandet arbetar hon som lektor vid Macquarie University inom media, kommunikation och kreativa ämnen. Hon forskar kring dans och genuspolitik.
Gunn tävlade för Australien i breakdance vid OS 2024 i Paris. Hon uppmärksammades för sin ovanliga dansrutin där hon fick noll poäng i samtliga matcher och inte gick vidare från första omgången. Efter tävlingen mötte hon omfattande kritik och hånades på internet, vilket så småningom ledde till att hon drog sig tillbaka från tävlingsdans. Gunn menade att kritiken tagit glädjen ur sporten för henne.